# Parque nacional de Sonfjället
El parque nacional Sonfjället, también escrito  Sånfjället (pronunciación en sueco: /²soːnˌfjɛlːɛt/; dialecto local: Sôna), es un parque nacional ubicado en  Härjedalen, en la zona central de Suecia. Fue creado en 1909, lo que lo convierte en uno de los parques más antiguos de Europa. Luego del agregado de tierras en 1989, actualmente abarca 103 km².
La zona montañosa esta poblada de grandes formaciones rocosas, intersectadas por una serie de lagos. Alrededor de la zona montañosa abundan los bosques.
El parque se destaca por los animales que moran en el mismo, que incluyen una manada de osos, y otra grande de alces, además de  lobos y linces.  Entre las aves que viven en el parque se cuentan águilas reales y águilas pescadoras.

## Etimología
El nombre del parque nacional hace referencia a la montaña Sonfjället que mide 1278 m de alto. Se desconoce el significado exacto de la palabra son en este contexto. Tal vez este relacionado con la palabra en Nórdico antiguo sunna, que significa Sol, y por lo tanto  Sonfjället literalmente significa "el Sol cayó". Esta teoría ha sido discutida y se dice es inconsistente con la pronunciación local.
Desde 1919 hasta el 2010, el nombre oficial se escribía Sånfjället, ya que se pensaba que era la forma que mejor se adaptaba a la pronunciación, sin embargo en junio del 2010, el nombre oficial pasó a ser Sonfjället.

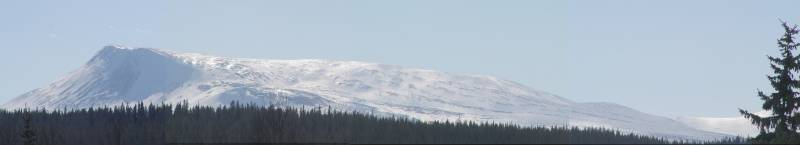
Vista panorámica del monte Sonfjället.